# Jason Hayne
Jason Hayne (Lower Hutt, 8 luglio 1986) è un ex calciatore neozelandese, di ruolo centrocampista.

## Carriera
Ha partecipato a tre edizioni del Mondiale per club: nel 2006 con la maglia dell'Auckland City, nel 2007 con quella del Waitakere United e nel 2009 di nuovo con l'Auckland: in quest'edizione ha fornito un assist per Dickinson nella partita vinta contro l'Al-Ahli ed ha inoltre segnato una doppietta nella finale per il 5º posto vinta contro il TP Mazembe.

## Palmarès

### Club

#### Competizioni nazionali
- Campionato neozelandese: 1

Auckland City: 2006-2007